# Topeliopsis laceratula
Topeliopsis laceratula är en lavart som först beskrevs av Johannes Müller Argoviensis, och fick sitt nu gällande namn av Mangold. Topeliopsis laceratula ingår i släktet Topeliopsis och familjen Graphidaceae.   Inga underarter finns listade i Catalogue of Life.